# Wałerij Melnyk
Wałerij Wasylowycz Melnyk, ukr. Валерій Васильович Мельник, ros. Валерий Васильевич Мельник, Walerij Wasiljewicz Mielnik (ur. 10 stycznia 1953, zm. 23 września 2016) – ukraiński trener piłkarski.

## Kariera trenerska
Przed rozpoczęciem kariery szkoleniowca występował w zespole amatorskim Torpedo Odessa (1973-1983). Najpierw szkolił dzieci w Szkole Sportowej Czornomoreć Odessa. W 1997 został zaproszony do sztabu szkoleniowego SK Odessa, a od lipca do 21 sierpnia 1997 pełnił obowiązki głównego trenera klubu. W październiku 1998 roku przeniósł się do Czornomorca Odessa, a w sierpniu 1999 pełnił funkcje głównego trenera odeskiego zespołu. We wrześniu 1999 odszedł do Tiligulu Tyraspol, gdzie do czerwca 2000 pomagał trenować mołdawski klub. Następnie powrócił do pracy w Szkole Sportowej Czornomoreć Odessa. W latach 2002–2005 prowadził amatorski zespół Reał Odessa, z którym awansował do Drugiej Lihi, a potem pracował na stanowisku dyrektora sportowego klubu. Od 2011 pomaga trenować dzieci w Szkole Piłkarskiej Atłetik Odessa.

## Sukcesy i odznaczenia

### Sukcesy trenerskie
Reał Odessa
- awans do Ukraińskiej Drugiej Ligi: 2004